# SV Spielberg
El SV Spielberg es un equipo de fútbol de Alemania que juega en la Oberliga Baden-Württemberg, una de las ligas que conforman la quinta división de fútbol en el país.

## Historia
Fue fundado en el año 1920 en la ciudad de Spielberg, donde pasó sus primeros 40 años de historia en las ligas locales de nivel aficionado hasta que en 1959 ganó el título local a nivel amateur, pero fue hasta 1970 que logró ascender a la Amateurliga.
En 1975 participaron por primera vez en la Copa de Alemania, perdiendo 3-4 ante el equipo amateur Eintracht Höhr-Grenzhausen. En 1977 fue uno de los primeros equipos en jugar en la Landesliga, que tomaron el lugar de las Amateurligas en Alemania.
En 1994 logran ascender por primera vez a la Verbandsliga, en la cual permanecieron por 15 años, logrando en la temporada 2008/09 ascender por primera vez a la Oberliga, descendiendo esa temporada y retornando en 2011, sufriendo la cercanía del descenso en tres temporadas consecutivas hasta que en la temporada 2014/15 lograron el ascenso a la Regionalliga Südwest por primera vez en su historia.

## Palmarés
- Oberliga Baden-Württemberg: 1

2015
- Verbandsliga Nordbaden: 2 (VI)

2009, 2011
- A-Klasse: 1

1959

## Jugadores destacados
- Jens Nowotny